# Ausgelöscht
Ausgelöscht (Originaltitel: Extreme Prejudice) ist ein US-amerikanischer Actionfilm aus dem Jahr 1987. Die Regie führte Walter Hill, das Drehbuch schrieben John Milius, Fred Rexer, Deric Washburn und Harry Kleiner.

## Handlung
Jack Benteen ist ein Texas Ranger. Er ermittelt gegen den Drogenhändler Cash Bailey, mit dem er vor Jahren befreundet war. Bailey schmuggelt Drogen aus Mexiko und nutzt die örtlichen Banken für Geldwäsche. Er hat eine Affäre mit Sarita Cisneros, in die auch Benteen verliebt ist.
Benteen nimmt im Laufe der Ermittlungen zwei dubiose Männer fest, ein anderer Mann wird getötet. Es stellt sich heraus, dass sie in der Vergangenheit in den Eliteeinheiten der US-Armee gedient haben und als tot gelten. Benteen nimmt Kontakt mit Major Paul Hackett auf, der die Männer befehligt. Hackett klärt Benteen auf, dass die Männer den Auftrag haben, die für die Regierung der USA brisanten Unterlagen wiederzubeschaffen, die sich im Besitz von Bailey befinden. Hackett macht mit Benteen aus, dass seine Gruppe nach Mexiko eindringt, wo Bailey lebt, und dem Texas Ranger eine halbe Stunde Zeit für die persönliche Abrechnung mit dem Verbrecher gibt, bevor sie zuschlägt.
Benteen trifft sich mit Bailey, der bedauert, dass die einstige Freundschaft nicht mehr erneuert werden könne. Bailey ist bereit, Cisneros gehen zu lassen, aber nicht, sich selbst den Behörden zu stellen. Er tötet in einer Bar einen Komplizen, der ihn beklaut haben sollte.
Benteen tötet Bailey im Zweikampf und nimmt Sarita Cisneros mit sich.

## Kritiken
Roger Ebert schrieb in der Chicago Sun-Times vom 24. April 1987, die Elemente der Handlung des Films seien altbekannt: Zwei starke Männer, von denen einer gut und der andere böse sei und die um eine Frau kämpfen würden. Walter Hill sei der richtige Regisseur für die Verfilmung der Geschichte; er versuche nicht einmal, Klischees zu vermeiden. Hill versuche lediglich, die Geschichte besser als in den bisherigen Filmen zu erzählen. Ebert lobte die Stunts und die Actionszenen.

## Hintergründe
Der Originaltitel Extreme Prejudice entstammt einem Dialogteil aus dem Film Apocalypse Now, für den John Milius das Drehbuch schrieb.